# Alan Saldivia
Alan Gabriel Saldivia Vázquez (Rivera, Uruguay; 6 de abril de 2002) es un futbolista uruguayo. Actualmente juega como defensa central en Colo-Colo perteneciente a la Primera División de Chile.

## Trayectoria
Formado en las inferiores de Colo-Colo, Saldivia empezó en las inferiores del club Colo-Colo de Chile en el año 2021. Debutó en el primer equipo del Albo el 9 de abril de 2023 ante Santiago City por la Copa Chile. Ese año, renovó su contrato con el club hasta 2026.

## Estadísticas
| Club              | Div.          | Temporada     | Liga  | Liga  | Liga   | Copas nacionales | Copas nacionales | Copas nacionales | Torneos internacionales | Torneos internacionales | Torneos internacionales | Total | Total | Total  |
| Club              | Div.          | Temporada     | Part. | Goles | Asist. | Part.            | Goles            | Asist.           | Part.                   | Goles                   | Asist.                  | Part. | Goles | Asist. |
| ----------------- | ------------- | ------------- | ----- | ----- | ------ | ---------------- | ---------------- | ---------------- | ----------------------- | ----------------------- | ----------------------- | ----- | ----- | ------ |
| Colo Colo · Chile | 1.ª           | 2023          | 17    | 0     | 0      | 7                | 0                | 0                | 5                       | 0                       | 1                       | 29    | 0     | 1      |
| Colo Colo · Chile | 1.ª           | 2024          | 18    | 0     | 1      | 6                | 0                | 0                | 12                      | 0                       | 0                       | 36    | 0     | 1      |
| Colo Colo · Chile | 1.ª           | 2025          | 16    | 0     | 0      | 5                | 0                | 1                | 6                       | 0                       | 0                       | 27    | 0     | 1      |
| Colo Colo · Chile | Total club    | Total club    | 51    | 0     | 1      | 18               | 0                | 1                | 23                      | 0                       | 1                       | 92    | 0     | 3      |
| Total carrera     | Total carrera | Total carrera | 51    | 0     | 1      | 18               | 0                | 1                | 23                      | 0                       | 1                       | 92    | 0     | 3      |
| 1. 2. 3.          |               |               |       |       |        |                  |                  |                  |                         |                         |                         |       |       |        |

## Palmarés

### Títulos nacionales
| Título             | Equipo    | País  | Año  |
| ------------------ | --------- | ----- | ---- |
| Copa Chile         | Colo-Colo | Chile | 2023 |
| Primera División   | Colo-Colo | Chile | 2024 |
| Supercopa de Chile | Colo-Colo | Chile | 2024 |

### Distinciones individuales
| Distinción                                 | Año  |
| ------------------------------------------ | ---- |
| Equipo ideal del año en la Gala Crack Easy | 2023 |
| Equipo ideal del año en la Gala Crack Easy | 2024 |